# Physocardamum davisii
Physocardamum es un género monotípico de fanerógamas perteneciente a la familia Brassicaceae. Su única especie: Physocardamum davisii es originaria de Turquía.

## Taxonomía
Physocardamum davisii fue descrita por Ian Charleson Hedge y publicado en Notes Roy. Bot. Gard. Edinburgh 28: 293. 1968